# Sci alpino ai I Giochi paralimpici invernali
Per lo sci alpino ai I Giochi paralimpici invernali di Örnsköldsvik 1976 furono disputate 28 gare (15 maschili e 13 femminili).

## Medagliere
| Posizione | Paese          |    |    |    | Totale |
| --------- | -------------- | -- | -- | -- | ------ |
| 1         | Svizzera       | 9  | 1  | 0  | 10     |
| 2         | Germania Ovest | 8  | 7  | 2  | 17     |
| 3         | Austria        | 5  | 16 | 13 | 34     |
| 4         | Cecoslovacchia | 3  | 0  | 0  | 3      |
| 5         | Francia        | 2  | 0  | 3  | 5      |
| 6         | Canada         | 1  | 0  | 2  | 3      |
| Totale    | Totale         | 28 | 24 | 20 | 72     |

## Podi
Le gare erano divise in:
- Slalom gigante: uomini - donne
- Slalom speciale: uomini - donne
- Combinata alpina: uomini - donne

Ogni evento era separato in:
- I - in piedi: amputazione alla singola gamba sopra il ginocchio
- II - in piedi: amputazione alla singola gamba sotto il ginocchio
- III - in piedi: amputazione al singolo braccio
- IV A - in piedi: doppia amputazione alle gambe sotto il ginocchio, lieve paralisi cerebrale infantile o handicap equivalente
- IV B - in piedi: doppia amputazione alle braccia

### Uomini
| Evento           | Classe               | Oro                  | Argento              | Bronzo |
| Slalom gigante   |                      |                      |                      |        |
| I                | Ulli Helmbold        | Hans Strasser        | Franz Meister        |        |
| II               | Eugen Diethelm       | Herbert Millendorfer | Remy Arnod           |        |
| III              | Heinz Moser          | Manfred Brandl       | Franz Perner         |        |
| IV A             | Bernard Baudean      | Anton Berger         | Anton Ledermaier     |        |
| IV B             | Adolf Hagn           | Horst Morokutti      | Peter Braun          |        |
| Slalom speciale  |                      |                      |                      |        |
| I                | Franz Meister        | Peter Perner         | Hans Strasser        |        |
| II               | Josef Meusburger     | Peter Portisch       | Herbert Millendorfer |        |
| III              | Heinz Moser          | Manfred Brandl       | Franz Perner         |        |
| IV A             | John Gow             | Richard Prager       | Bernard Baudean      |        |
| IV B             | Felix Gisler         | Horst Morokutti      | Willi Berger         |        |
| Combinata alpina |                      |                      |                      |        |
| I                | Hans Strasser        | Franz Meister        | Walter Laurer        |        |
| II               | Herbert Millendorfer | Eugen Diethelm       | Remy Arnod           |        |
| III              | Heinz Moser          | Manfred Brandl       | Franz Perner         |        |
| IV A             | Bernard Baudean      | Richard Prager       | Anton Berger         |        |
| IV B             | Horst Morokutti      | Adolf Hagn           | Willi Berger         |        |

### Donne
| Evento           | Classe                | Oro             | Argento         | Bronzo |
| Slalom gigante   |                       |                 |                 |        |
| I                | Annemie Schneider     | Brigitte Rajchl | Ursula Steiger  |        |
| II               | Irene Moillen         | Heidi Jauk      | Lorna Manzer    |        |
| III              | Eva Lemezova          | Traudl Weber    | Nessuna         |        |
| IV A             | Elisabeth Osterwalder | Nessuna         | Nessuna         |        |
| IV B             | Petra Merkott         | Nessuna         | Nessuna         |        |
| Slalom speciale  |                       |                 |                 |        |
| I                | Annemie Schneider     | Ursula Steiger  | Brigitte Rajchl |        |
| II               | Irene Moillen         | Heidi Jauk      | Lorna Manzer    |        |
| III              | Eva Lemezova          | Traudl Weber    | Nessuna         |        |
| IV B             | Petra Merkott         | Nessuna         | Nessuna         |        |
| Combinata alpina |                       |                 |                 |        |
| I                | Annemie Schneider     | Brigitte Rajchl | Ursula Steiger  |        |
| II               | Irene Moillen         | Heidi Jauk      | Nessuna         |        |
| III              | Eva Lemezova          | Traudl Weber    | Nessuna         |        |
| IV B             | Petra Merkott         | Nessuna         | Nessuna         |        |